# しょうにん通り商店街

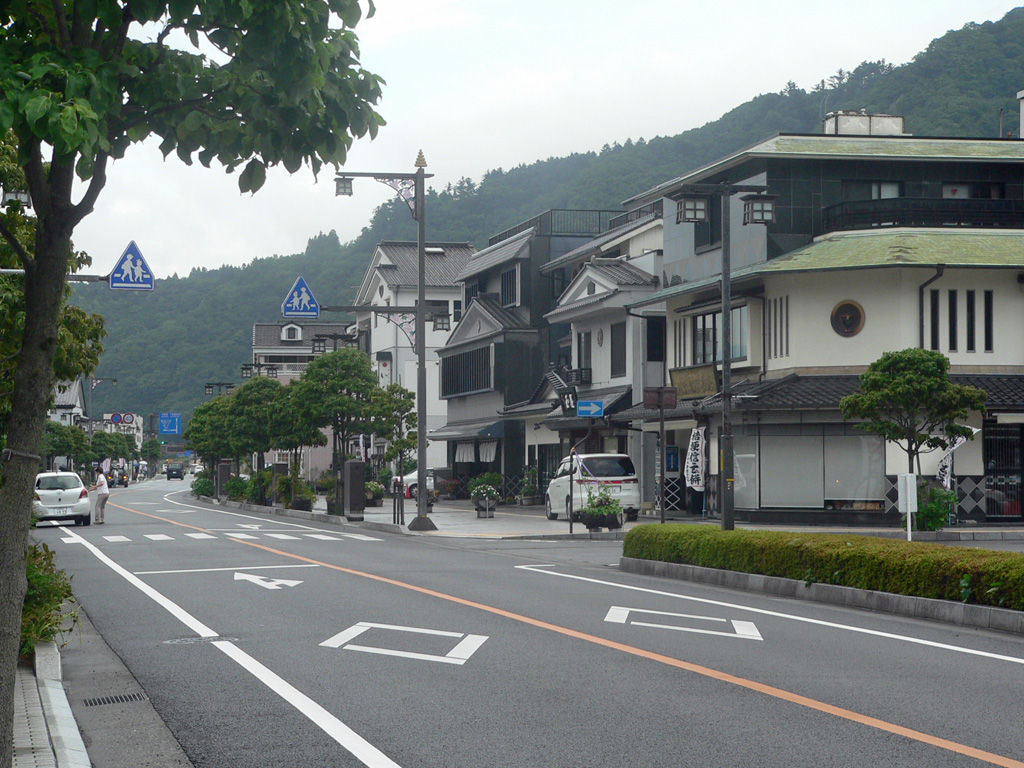
しょうにん通り商店街

しょうにん通り商店街（しょうにんどおりしょうてんがい）は、山梨県南巨摩郡身延町にある全長600mの商店街。2009年3月に山梨県内の商店街で唯一「新・がんばる商店街77選」に選ばれた。

## 概要
身延町は日蓮宗総本山である身延山久遠寺を擁する門前町であり、その玄関口である身延駅周辺の商店街も身延駅前通り商店街として賑わいを見せていた。しかし1970年代になると鉄道や路線バスに代わりマイカーや観光バスで訪れる人が次第に増えていったのに対し、当商店街の通りは道幅が狭いうえ車道と歩道に段差があり、また電柱が犇めき合うなど自動車社会に対応しているとは言いがたい状態であった。さらに当商店街を通る県道10号線が全通すると交通量は急増し、交通事故が発生する危険性も高まったことから1988年（昭和63年）に商店街組合は道路整備に関連し商店街整備計画を発起した。
事業は1990年（平成2年）から本格化し、1996年（平成8年）に大部分の整備が完了したことから現在の商店街名へ改称した。全体の整備が完了したのは2002年（平成14年）のことである。

## 整備内容
事業の具体的な内容は以下の通りである。
- 車道を嵩上げし、車道と歩道の段差を解消。また歩道は石畳を敷き詰めた上で街路樹・花木を設置。
- 景観対策として電線の地中化により電柱の解消、和風の街路灯を設置。
- 駅前広場およびポケットパーク（歩道の一部分を拡幅し、小公園を設置）の整備。
- 商店などの建造物に高さ制限（地上3階まで）を設けると共に、白と黒を基調とした瓦屋根・白壁造りの建物に統一。
- その他駐車場および下水道などの整備

建物についてはまず商店街の中心部にあった山梨交通身延営業所（2002年から2018年までは山交タウンコーチ身延営業所）を駅南側に移転の上身延駅前の商店から順に建物の解体・新築を行なっている。ほとんどの商店が新築を行なったため多額の負担を強いられたが、借金返済の一時保留措置などといった優遇措置によりしのいだ。

## 整備の成果
整備によりばらつきのあった風景が統一され、また段差解消によるバリアフリーや人力車サービスなど年配者に優しい町並みとなっている（但し、人力車に関して車夫が常駐していないため事前予約にて運行されている。近隣のみだが、人力車のレンタルも行なっている）。作り直した町並みのためシャッターを閉めている商店が少ないことも功を奏している。身延駅前しょうにん通り商業協同組合の事務所がある「しょうにん会館」裏手に業務用生ごみ処理機が設置されており、通りから出る生ごみを肥料としてリサイクルを行ない、歩道に設置されているワイン樽を使ったプランターに季節に応じた花を植え、肥料として活用するとともに近隣の住民にも無料で配布している。また、当商店街にはイベント時に使用される「しょうにん小判」という地域通貨があるが、この小判の認知と活用がこれからのしょうにん通り商店街の課題でもある。

## 交通手段
身延駅前に位置していることから鉄道や高速バスといった公共交通機関やマイカーやバイク、観光バスによる来訪も多い。駐車場は点在しており無料であるがマイカー・バイク用が主で、観光バスは止めにくいため素通りすることが多い。
1991年に国道52号身延バイパスが開通すると本商店街を通らずに身延山へ行くことができ、また身延山以外の路線バスの廃止が相次いだが、2021年8月に中部横断自動車道身延山インターチェンジが開通し、本インターチェンジから身延山へ最短距離で向かう場合は本商店街を必ず通るため、交通量の増加が期待されている。

## ロケ地
『ゆるキャン△』の漫画第3巻第14話およびテレビアニメ版第8話、テレビドラマ版第8話にて登場し、商店街にある身延饅頭の販売店やポケットパークなどの街並みが再現されている。但し、『ゆるキャン△』内で登場するアウトドア用品店のモデルは存在しない（テレビドラマ版では甲府市のアウトドアショップになっている）。